# Marilena Ansaldi
Marilena Ansaldi, nome d'arte di Maria Helena Ansaldi (San Paolo, 4 novembre 1934 – San Paolo, 9 febbraio 2021), è stata una danzatrice, coreografa e attrice brasiliana.

## Biografia
Figlia del baritono italiano Paulo Ansaldi, divenne una delle più note danzatrici del suo paese, avendo calcato molti palcoscenici nel mondo, tra cui, più volte, il Bol'šoj di Mosca. Per molti anni fu prima ballerina del Teatro Municipale di San Paolo.
Fondò due compagnie di ballo, tuttora in attività: Balé de Câmara do Estado de São Paulo (1966) e Grupo de Dança Viva (1972).
Ideò diversi spettacoli di teatrodanza, dei quali fu anche ballerina e/o coreografa: Isso ou Aquilo fu rappresentato con successo anche in Italia, Austria e Germania.
Come attrice, oltre che a recitare sulle scene, prese parte al film A Casa das Tentações nonché ad alcune produzioni televisive: la miniserie Tris di cuori e quattro telenovelas.
Nel 1994 pubblicò un'autobiografia, intitolata Marilena Ansaldi - ATOS - Movimento na vida e no palco.
Nel 2011 apparve nel videoclip abbinato a Te Amo, canzone di Vanessa da Mata.
Marilena Ansaldi morì nel 2021, a 86 anni, per problemi polmonari che l'affliggevano da tempo.   Era andata in scena coi suoi spettacoli fino al 2019.

## Vita privata
Nel 1965 sposò il critico teatrale Sabato Magaldi.

## Filmografia

### Televisione
- Cara e Coroa .... Guilhermina (telenovela, 1995)
- Eramos Seis ... Madame Bulhões (telenovela, 1994)
- Corpo Santo... Juventina (telenovela, 1987)
- Giungla di cemento (Selva de Pedra) .... Vivi (telenovela, 1986)
- Tris di cuori .... Magnólia (miniserie, 1984)

### Cinema
- A Casa das Tentações (1975)

## Teatrodanza
- Isso ou Aquilo - Regia: Iacov Hillel (1975)
- Por Dentro / Por Fora - Regia: Iacov Hillel (1976)
- Escuta, Zé Ninguém - Regia: Celso Nunes (1978)
- Fundo de Olho - Regia: Celso Nunes (1979)
- Um Sopro de Vida - Regia: José Possi Neto (1979)
- Geni - Regia: José Possi Neto (1980)
- Picasso e Eu - Regia: José Possi Neto (1982)
- Jogo de Cintura (1982)
- Se - Regia: Roberto Gallizia (1983)
- Grand Finale (1984)
- Hamletmachine - Regia: Márcio Aurélio (1987)
- A Paixão Segundo G.H. - Regia: Cibele Forjaz (1989)
- Clitemnestra - Regia: Antonio Araújo (1991)
- Desassossego - Regia: Márcio Aurélio (2005)
- A Metafísica do Amor - Regia: Márcio Aurélio (2007)
- Orpheus - Regia: Anselmo Zolla (2016)
- Paixão e Fúria, Callas, o Mito  - Regia: José Possi Neto (2017)
- Depois de Tudo - Regia: Anselmo Zolla (2019)

## Premi
- Premio per il miglior coreografo teatrale di San Paolo (1973)
- Premio Governador de São Paulo (spettacolo Isso ou Aquilo, 1975)
- Premio speciale APCA (spettacolo Isso ou Aquilo, 1975)
- Prêmio Molière  (spettacolo Isso ou Aquilo, 1975)
- Premio APCA  per la miglior attrice teatrale dell'anno (spettacolo Um Sopro de Vida, 1979)
- Trofeo Mambembe (spettacolo Um Sopro de vida, 1979)
- Prêmio Molière per la miglior attrice teatrale dell'anno (spettacolo Hamletmachine, 1987)
- Premio APCA per la miglior attrice teatrale dell'anno (spettacolo Clitemnestra, 1991)